# William Wordsworth Fisher
William Wordsworth Fisher (ur. 26 marca 1875 w Seaford w East Sussex, zm. 24 czerwca 1937 w Londynie) – brytyjski wojskowy, admirał Royal Navy z okresu I wojny światowej i dwudziestolecia międzywojennego, w latach 1932–1936 dowódca Floty Śródziemnomorskiej.
William Wordsworth Fisher był młodszym synem historyka Herberta Williama Fishera i bratem Herberta Fishera. W 1888 roku wstąpił do Royal Navy jako kadet na okręcie szkolnym HMS „Britannia”, później przeszedł kolejne szczeble kariery w marynarce aż do promocji do stopnia komandora (Captain) w 1912 roku. W tym samym roku został dowódcą drednota HMS „St. Vincent”, okrętu flagowego dowódcy 1. Eskadry Pancerników Home Fleet, kontradmirała Somerseta Arthura Gough-Calthorpe’a. William Fisher dowodził tym pancernikiem do 1916 roku, biorąc udział w bitwie jutlandzkiej w składzie 5. Eskadry.
W latach 1917–1918 komandor Fisher był dyrektorem Departamentu Wojny Podwodnej (Anti-Submarine Division) brytyjskiej Admiralicji. Za jego wkład w zwycięstwo w bitwie o Atlantyk sir Henry Newbolt zadedykował mu swoją The Naval History of the Great War, opublikowaną w 1920 roku przez Imperial War Museum. W latach 1919–1922 William Wordsworth Fisher był szefem sztabu Floty Śródziemnomorskiej, pełniąc również od 1921 roku funkcję adiutanta morskiego króla Jerzego V. W 1922 roku został promowany do stopnia kontradmirała (Rear-Admiral) i szefa sztabu Floty Atlantyckiej. W latach 1924–1925 dowodził 1. Eskadrą Pancerników Floty Śródziemnomorskiej, 1926−1927 był pełniącym obowiązki dyrektora wywiadu morskiego, 1927−1928 czwartym lordem morskim Admiralicji.
W 1928 roku William Fisher awansował do stopnia wiceadmirała (Vice-Admiral) i został zastępcą szefa sztabu marynarki. W latach 1930–1932 był zastępcą dowódcy Floty Śródziemnomorskiej, a od 1932 roku admirałem (Admiral) i dowódcą tego związku operacyjnego Royal Navy. W tym charakterze w 1935 roku poprowadził swoje okręty do Wielkiej Brytanii, na wielką rewię morską w Spithead, z okazji srebrnego jubileuszu króla Jerzego V. Od 1936 roku pełnił funkcję komendanta bazy marynarki w Portsmouth. Latem 1937 roku, podczas parady z okazji urodzin króla Edwarda VIII zasłabł i wkrótce zmarł. Pochowano go w morzu z wszelkimi honorami.
Podczas swojej kariery w Royal Navy admirał William Fisher był odznaczony Krzyżem Wielkim Orderu Łaźni i Królewskiego Orderu Wiktoriańskiego oraz odznaczeniami zagranicznymi: orderem oficerskim Legii Honorowej, japońskim Orderem Wschodzącego Słońca oraz amerykańskim Distinguished Service Medal.